# Semen Palij

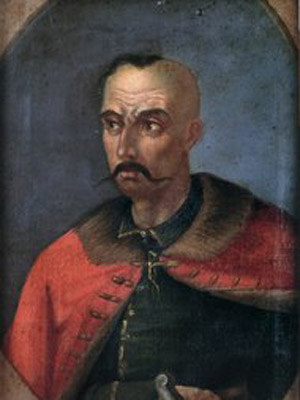
Semen Palij

Semen Palij (Geburtsname: Hurko ukrainisch Семен Палій, * ca. 1640 in Borsna; † ca. 18. Januar 1710 in  Kiew) war ein kosakischer Feldherr, und  Oberst des Regiments Fastiw. Sein Grab hatte sich im Kloster Meschyhirja bei Kiew befunden.

## Leben
Palij studierte an der Kiewer Mohyla-Akademie.
Anschließend wurde er registrierter Kosak beim Nischyn-Regiment. In den 1670er Jahren wechselte er zur Saporoger Sitsch. Später wurde er Oberst in der Armee des polnischen Königs Johann III. Sobieski und war, einigen Quellen nach, mit dessen Armee im Jahr 1683 an der Befreiung Wiens während des Großen Türkenkriegs beteiligt.